# 가오이샹
고이상 (가오이샹, 高以翔, 曹志翔, Gao Yi Xiang, Godfrey Gao, 1984년 9월 22일~2019년 11월 27일)은 대만계 캐나다인으로 모델이자 배우이다. 아시아 최초의 남성 슈퍼 모델 이자, 루이비통 최초의 아시아 남자 모델이다. .2013년 섀도우 헌터스: 뼈의 도시 (영화)에서 매그너스 베인으로 활동했으며, 중국 TV 시리즈 Remembering Lichuan 에도 출연.

## 생애
고이상은 1984년 9월 22일 타이페이 차오 치상에서 태어났다. 아버지는 상하이 출신의 대만인이며 미쉐린 대만에서 관리자로 일했다. 어머니는 말레이시아 조지 타운 출신이다. 1970년 미스 페낭 미인 대회에서 우승한 경력이 있다. 세 형제 중 막내인 고이상은 어린 시절에 가족과 함께 캐나다 브리티시 컬럼비아 밴쿠버로 이주했다. 퀸즈베리 초등학교와 아가일 중등학교를 다녔으며 나중에 카필라노 대학에 진학했다. 대학 농구팀을 하기도 했다.

## 활동
고이상은 2004년 모델로 활동하기 위해 대만으로 돌아왔고, 제트스타 엔터테인먼트에서 매니지먼트를 맡았다.고이상과 동료 남자 모델인 3명은 총칭 '패션4'(F4)라는 별명을 얻었으며, 2009년에 공동으로 책을 발표했다.2011년, 패션 브랜드 루이비통의 첫 아시아 모델이 되었다.
2006년, 고이상은 <사랑 마법사>에 출연하여 데뷔하였다. 그리고 동년 고이상은 <천당에서 온 아이>, <연애여왕> 등 여러 드라마에서 조연을 맡았다.
2008년, 고이상은 로맨틱 코미디 영화 <여자는 나쁘지 않아>에 출연했다.이것은 그의 첫 번째 영화로 영화계에 본격 진출했다.
2010년, 그는 아이돌 드라마 <나의 파티 애인>에 출연하여 남자 주인공을 연기한 첫 주연작이다.
2011년, 고이상은 LV글로벌 2011 봄여름 이미지 광고의 중요한 역할 중 하나를 맡아 LV 이미지 광고에서 첫 아시아 모델로 발탁되었다.
2012년에는 중국 본토로 사업의 중심축을 돌리기 시작했다.<화려한 일족>, <승녀의 대가> 등의 드라마에 출연하였다.
2013년，초준염과 멜로드라마 <우견왕력천>에 출연하여 스위스에서 온 건축가와 운남에서 온 대학생의 사랑 이야기응 드렸다.극중 멋진 훈남 이미지로 인기를 끌있다. 중국 매체에서 '국민 남편'이라는 별명을 얻었다. 같은 해 8월에는 고이상이 주연한 판타지 모험영화 <섀도우헌터:뼈의도시>가 미국에서 개봉되었다.영화 속에서 고이상은 신비로운 동양인 Magnus Bane 역을 맡았고, 이는 그의 첫 할리우드 진출작이다.
2014년, 주연 드라마 <사랑한다면> 극중 연예인 안준 역을 맡았다.
2015년, 한국 배우 윤아, 김정훈과 함께 사극 <무신 조자룡>에서 주연을 했다. 그해 12월 27일 '세계 100대 최고 얼굴 순위'에 선정되었다. 그리고 17위에 올랐다.
2016년, 고이상은 마브리, 정수연, 오존과 함께 려지영화 <뉴욕 사람들은 베이징에 있다>에 주연을 맡았다.
2019년, 고이상은 왕리홍, Victoria(fx)함께 한 사극 판타지 영화 < 고검기담: 소명신검의 부활 >에서 남2호 하이칙 역을 맡았다.
2019년, 슈치, 루한 등과 함께 주연한 공상과학영화 <상해조루>가 개봉되었다.

## 죽음
중국 현지 중앙 CCTV 등에 따르면, 고이상은 2019년 11월 27일 오전 1시 45분 중국 저장성 닝보에서 스포츠 리얼리티 시리즈 '추아파'(追我吧, Chase Me)를 촬영하던 중 쓰러졌고, 병원으로 긴급 이송됐으나 안타깝게 사망했다.